# ＃who am I
『#who am I』（フー アム アイ）は、2023年3月8日（7日深夜）から3月22日（21日深夜）まで、フジテレビの「火曜ACTION!」枠（関東ローカル）で放送されたテレビドラマ。主演は本作で連続ドラマ単独初主演を務める関水渚。
インフルエンサーの女性が何者かに突き落とされ記憶を失い、自身のアカウントを手掛かりに、ある事実に直面しながらも記憶を取り戻し、犯人を見つけ出そうとするサスペンス。

## キャスト

### 主要人物
青井茜（あおい あかね）
演 - 関水渚
主人公。何者かに突き落とされ、記憶を失った女子大生インフルエンサー。

### 茜の関係者
池上ゆあ（いけがみ ゆあ）
演 - 森田想
茜の高校時代からの親友だと名乗る女子大生。
和久井陽（わくい よう）
演 - 濱正悟
茜の投稿に登場し、半年前からファンには内緒で付き合っている彼氏だと名乗る男。
青井日葵（あおい ひまり）
演 - 三浦理奈
茜の妹。引っ込み思案。
青井幸恵（あおい さちえ）
演 - 遊井亮子
茜の母。

### 茜のSNS関係者
中田麻友（なかた まゆ）
演 - 工藤美桜
茜の投稿に登場する友人。表向きはビジネスカップルで陽の彼女だとする女。
佐山カンナ（さやま カンナ）
演 - 川口ゆりな
茜の投稿に登場する友人。
上村愛（かみむら あい）
演 - 新田さちか
麻友とカンナの投稿に登場する友人。
三井杏里（みつい あんり）
演 - マーシュ彩
人気インフルエンサー。
佐久間那由多（さくま なゆた）
演 - 園田祥太（ダウ90000）
人気インフルエンサー。

### その他
安藤利信（あんどう としのぶ）
演 - 赤ペン瀧川
ベテラン刑事。

## スタッフ
- 脚本 - 谷碧仁（劇団時間制作・主宰）[4]
- 音楽 - カワイヒデヒロ[2]
- 演出 - 柳沢凌介[4]
- プロデュース - 宮﨑暖[4]
- 制作 - フジテレビ ドラマ・映画制作部
- 制作著作 - フジテレビ

## 放送日程
| 話数   | 放送日  | サブタイトル                               |
| ------ | ------- | ------------------------------------------ |
| 第1話  | 3月08日 | “エグすぎる”考察型SNSサスペンス開幕！      |
| 第2話  | 3月15日 | 次々と明らかになる“エグすぎる”過去の自分…  |
| 最終話 | 3月22日 | “エグすぎる”怒涛の展開、真犯人が明らかに！ |

- 第3話は10分繰り下げかつ30分拡大、0時35分 - 1時35分に放送された。